# Сірис
Сірис (італ. Siris, сард. Siris) — муніципалітет в Італії, у регіоні Сардинія,  провінція Ористано.
Сірис розташований на відстані близько 400 км на південний захід від Рима, 65 км на північний захід від Кальярі, 26 км на південний схід від Ористано.
Населення — 222 особи (2014).

## Демографія
Населення за роками:

Станом на 1 січня 2023 року в муніципалітеті офіційно проживали 2 іноземці (громадяни Румунії).

## Сусідні муніципалітети
- Мазуллас
- Моргонджорі
- Помпу